# Prežganje
Prežganje este o localitate din comuna Ljubljana, Slovenia, cu o populație de 120 de locuitori.